# Пардин (Мисури)
Пардин (енгл. Purdin) град је у америчкој савезној држави Мисури.

## Демографија
По попису из 2010. године број становника је 190, што је 33 (-14,8%) становника мање него 2000. године.
| Група             | 2000.       | 2010.       |
| Белци             | 219 (98,2%) | 184 (96,8%) |
| Афроамериканци    | 1 (0,4%)    | 0 (0,0%)    |
| Азијати           | 0 (0,0%)    | 0 (0,0%)    |
| Хиспаноамериканци | 2 (0,9%)    | 5 (2,6%)    |
| Укупно            | 223         | 190         |